# Pertica Alta
Pertica Alta is een gemeente in de Italiaanse provincie Brescia (regio Lombardije) en telt 620 inwoners (31-12-2004). De oppervlakte bedraagt 20,9 km², de bevolkingsdichtheid is 30 inwoners per km².

## Demografie
Pertica Alta telt ongeveer 282 huishoudens. Het aantal inwoners steeg in de periode 1991-2001 met 2,0% volgens cijfers uit de tienjaarlijkse volkstellingen van ISTAT.
| Jaar | Inwoneraantal |
| ---- | ------------- |
| 1991 | 596           |
| 2001 | 608           |

## Geografie
Pertica Alta grenst aan de volgende gemeenten: Casto, Collio, Lodrino, Marmentino, Mura, Pertica Bassa, Vestone.
Acquafredda · Adro · Agnosine · Alfianello · Anfo · Angolo Terme · Artogne · Azzano Mella · Bagnolo Mella · Bagolino · Barbariga · Barghe · Bassano Bresciano · Bedizzole · Berlingo · Berzo Demo · Berzo Inferiore · Bienno · Bione · Borgo San Giacomo · Borgosatollo · Borno · Botticino · Bovegno · Bovezzo · Brandico · Braone · Breno · Brescia · Brione · Caino · Calcinato · Calvagese della Riviera · Calvisano · Capo di Ponte · Capovalle · Capriano del Colle · Capriolo · Carpenedolo · Castegnato · Castel Mella · Castelcovati · Castenedolo · Casto · Castrezzato · Cazzago San Martino · Cedegolo · Cellatica · Cerveno · Ceto · Cevo · Chiari · Cigole · Cimbergo · Cividate Camuno · Coccaglio · Collebeato · Collio · Cologne · Comezzano-Cizzago · Concesio · Corte Franca · Corteno Golgi · Corzano · Darfo Boario Terme · Dello · Desenzano del Garda · Edolo · Erbusco · Esine · Fiesse · Flero · Gambara · Gardone Riviera · Gardone Val Trompia · Gargnano · Gavardo · Ghedi · Gianico · Gottolengo · Gussago · Idro · Incudine · Irma · Iseo · Isorella · Lavenone · Leno · Limone sul Garda · Lodrino · Lograto · Lonato · Longhena · Losine · Lozio · Lumezzane · Maclodio · Magasa · Mairano · Malegno · Malonno · Manerba del Garda · Manerbio · Marcheno · Marmentino · Marone · Mazzano · Milzano · Moniga del Garda · Monno · Monte Isola · Monticelli Brusati · Montichiari · Montirone · Mura · Muscoline · Nave · Niardo · Nuvolento · Nuvolera · Odolo · Offlaga · Ome · Ono San Pietro · Orzinuovi · Orzivecchi · Ospitaletto · Ossimo · Padenghe sul Garda · Paderno Franciacorta · Paisco Loveno · Paitone · Palazzolo sull'Oglio · Paratico · Paspardo · Passirano · Pavone del Mella · Pertica Alta · Pertica Bassa · Pezzaze · Pian Camuno · Piancogno · Pisogne · Polaveno · Polpenazze del Garda · Pompiano · Poncarale · Ponte di Legno · Pontevico · Pontoglio · Pozzolengo · Pralboino · Preseglie · Prestine · Prevalle · Provaglio Val Sabbia · Provaglio d'Iseo · Puegnago sul Garda · Quinzano d'Oglio · Remedello · Rezzato · Roccafranca · Rodengo-Saiano · Roncadelle · Rovato · Roè Volciano · Rudiano · Sabbio Chiese · Sale Marasino · Salò · San Felice del Benaco · San Gervasio Bresciano · San Paolo · San Zeno Naviglio · Sarezzo · Saviore dell'Adamello · Sellero · Seniga · Serle · Sirmione · Soiano del Lago · Sonico · Sulzano · Tavernole sul Mella · Temù · Tignale · Torbole Casaglia · Toscolano-Maderno · Travagliato · Tremosine · Trenzano · Treviso Bresciano · Urago d'Oglio · Vallio Terme · Valvestino · Verolanuova · Verolavecchia · Vestone · Vezza d'Oglio · Villa Carcina · Villachiara · Villanuova sul Clisi · Vione · Visano · Vobarno · Zone
1. ↑  https://demo.istat.it/?l=it.